# Irina Wyguzowa
Irina Wyguzowa (ros. Ирина Выгузова; ur. 26 czerwca 1974 w Ałmaty) – kazachska skoczkini do wody, olimpijka.
Uczestniczka igrzysk olimpijskich w Atlancie i Sydney. W 1996 zajęła 10. miejsce w skokach z trampoliny trzymetrowej i 7. miejsce w skokach z wieży. Cztery lata później zajmowała odpowiednio 9. i 15. pozycje.